# Muzàffar al-Din Bahadur Khan
Muzàffar al-Din Bahadur Khan fou emir de Bukharà (estrictament emir del Kanat de Bukharà, de fet emir/kan de l'emirat de Bukharà) del 1860 al 1885. Va succeir el seu pare Mir Nasr Allah Bahadur Khan quan aquest va morir el 21 de setembre de 1860. Muzàffar al-Din s'havia criat a Qarshi i era conegut per la seva capacitat de treball i per ser un expert religiós. Fou nomenat pel seu pare (que en recelava) com a governador de Kermineh el 1842 i va ocupar aquest càrrec fins al 1860.

## Emir de Bukharà

### Inicis
Immediatament després de la mort del seu pare, Xahrisabz es va revoltar i es va fer altre cop independent. Muzàffar al-Din va marxar en direcció a la ciutat i va obtenir una victòria ocupant-la el 1861; però a l'any següent la província es va tornar a revoltar i va acabar recuperant la independència. L'emir estava assetjant txiraktxi, una de les fortaleses de l'estat, quan va arribar l'ambaixador khokandi Murad Beg a demanar ajut pel seu senyor el kan de Kokand Muhammad Khudayar Khan, amenaçat per altres pretendents.
L'emir va marxar cap a Khokand al capdavant d’un fort exèrcit. Alim Kul era en aquest moment la persona més poderosa del kanat de Kokand; en acostar-se els bukharians es va retirar cap al congost de Kara Kulja on va quedar assetjar per un cert temps; molest per la manca d'èxit i la poca cooperació del seu protegit, l'emir va mostrar el seu descontentament amb Khudayar i va enviar al seu rival uns regals, incloent-hi un Alcorà, retirant-se seguidament a Bukharà. Poc va tardar a reunir-se amb ell Khudayar, fugitiu de Kokand.

### Conflicte amb l'Imperi Rus
Durant algun temps Alim Kul va governar en nom d'un kan titella a Khokand fins que va morir en combat contra els russos el maig del 1864. Lavors Khudayar fou cridat altre cop per notables khokandis i va demanar ajut a l'emir de Bukharà. Mentre els russos havien atacat tximkent i Taixkent i les havien ocupat. Khokand va decidir cedir Taixkent a Bukharà, però abans de poder actuar, els russos la van annexionar a l'agost del 1865.
Llavors l'emir de Bukharà, Muzàffar al-Din Bahadur Khan, va acceptar la petició d'ajut, va abandonar la lluita contra Xahrisabz (que va esdevenir independent de fet) i es va dirigir a Khokand i va ocupar aquesta ciutat i la de Khodjend i va posar altre cop al tron a Khudayar Khan al que va imposar el reconeixement de la sobirania bukhariana.
Va escriure als russos ordenant la seva evacuació del territori de Kokand que ocupaven i en defecte els va amenaçar amb la guerra santa; les mercaderies dels comerciants russos a Bukharà foren confiscades, seguit de represàlies similars a Orenburg. El kan no obstant estava lligat per les hostilitats a Xahrisabz (que volia sotmetre) i va decidir enviar una ambaixada a Sant Petersburg dirigida pel Khoja Najim al-Din. L'ambaixador fou detingut a Orenburg. Muzàffar al-Din es va queixar al general txernaief i li va demanar enviar un mediador per dirimir la qüestió de límits entre els dos estats. El general va enviar a un oficial de nom Struve amb diversos enginyers, que en arribar foren arrestats en revenja per la detenció de la seva ambaixada.
En conseqüència l'11 de febrer de 1866 el general txernaief va creuar el Yaxartes amb 2000 homes i es va dirigir cap a Samarcanda amb intenció d'alliberar els presoners i després de set dies de marxes forçades va arribar a Jizak o Jizakh on va trobar una força superior i com que no va aconseguir passar per negociacions es va haver de retirar; la retirada es va fer en bon orde i els atacs uzbeks pels flancs foren rebutjats.
Com que aquesta campanya no havia rebut l'autorització de les autoritats russes, el Major-General Dmitri Ílitx Romanovski es va fer càrrec del comandament. Els bukharians van creuar el Yaxartes i el 5 d'abril Romanovski va derrotar un fort contingent uzbek prop de Khodjend i els va capturar canons i el botí que havien fet, i 14.000 caps de bestiar. El comandant rus va enviar dos vaixells a remuntar el riu i va avançar per terra fins a Xinaz. Mentre el'emir de Bukharà havia reunit un exèrcit de 40.000 homes, quinze mil bukharians i 25.000 kazakhs, amb 20 canons, amb els quals va atacar Taixkent; els russos només eren 3.600 però van decidir lliurar batalla que es va lliurar a Irjar, a la riba del Yaxartes, a pocs quilòmetres al nord-oest de Khodjend, el 20 de maig de 1866. Els bukharians van ser derrotats i l'emir, amb 1000 sarbasis va fugir cap a Jizakh; el seu camp, amb la seva tenda, fou capturat i saquejat i l'artilleria va caure en mans dels russos, així com els aprovisionaments; els uzbeks van tenir mil morts i els russos només 50 ferits.
El general Romanovski va remuntar el Sirdarià i va crear una falca entre els dos kanats i no va ocupar Samarcanda perquè no va voler; el fort de Nau que controlava la ruta entre Bukharà i Khodjend va quedar en poder de Rússia. La derrota va fallir el prestigi de Bukharà. La guarnició bukhariana a Khodjend o Khudjand, rodejada de muralles por tres costats (excepte pel riu) fou atacada pels russos amb dos divisions el 29 de maig; els dics foren trencats i les terres de la rodalia inundades, la fusta tallada i la població s'havia refugiat a la ciutat que va quedar assetjada i bombardejada a partir de l'1 de juny. Una delegació dels comerciants va anar a oferir la rendició però una part de la ciutat es negava a rendir-se i el bombardeig va continuar; el 5 de juny es va procedir a l'assalt; els russos van perdre uns 150 homes i els bukharians uns 2500 morts i ferits (incloent els morts i ferits en els bombardejos).
La situació era desesperada; l'emir va enviar una ambaixada al sultà otomà a demanar ajut. A Bukharà mateix l'emir va començar a ser acusat de covardia davant l'enemic, d'haver fugit del camp de batalla a Irjar, d'omplir el tresor amb mesures dubtoses com abaixar l'aliatge de la moneda o confiscar les propietats seculars del clergat; va haver de fugir de nit disfressat per evitar els insults de la població instigada pels mul·làs, i enmig de les malediccions de les dones pels abusos patits. Els ciutadans estaven disposats a lluitar i es va proclamar la gihad o guerra santa i joves i vells van marxar al combat. Després de la caiguda de Khodjend el kan Khudayar de Kokand va acceptar esdevenir vassall del tsar i pagar una indemnització.
Romanovski fou succeït en el comandament pel príncep Daixkof. El 2 d'octubre de 1866 va conquerir Ura Tepe on va trobar 16 canons, 6 estendards i molts presoners; els russos van perdre en l'acció tres oficials i 200 soldats foren morts o ferits. El 18 d'octubre van conquerir Jizakh on van capturar 23 canons i 26 estendards. Era el darrer reducte de l'emir a la vall del Sirdarià. Va demanar ajut arreu, especialment amb l'emir de Kabul, a Calcuta (on va enviar a Bel Hisar), a Constantinoble (un segon ambaixador de nom Muhammad) però tot fou inútil. En canvi el poble de Xahrisabz es va assegurar la independència amb la sola amenaça de les ràtzies dels Kita Kiptxaks, la tribu dels uzbeks que pasturava a les terres del Zarafxan entre Samarcanda i Kermineh.
Després de la conquesta de Jizakh es va establir una treva de facto que va durar uns mesos. Al final un oficial rus de nom Sluixenko, i tres persones privades, van ser segrestats, i el general Konstantin von Kaufman, ara comandant en cap, va atacar el poble d'Ummy, suposat niu dels agresors, i el va destruir (12 d'octubre de 1867). Dos mesos després un ambaixador de Bukharà va aparèixer per Taixkent però no es va poder arribar a un modus vivendi si bé l'emir va alliberar Sluixenko i els tres individuals; tots havien estat posats en tombes i havien rebut dues opcions: fer-se musulmans casant-se amb dues dames bukharianes o restar cristians i ser executats; Sluixenko va acceptar les condicions i fou circumcidat i casat i va rebre el comandament d'un regiment de sarbasis (la infanteri bukhariana).
Kauffman era partidari d'acabar el conflicte per les armes i les autoritats russes eren molt lluny per imposar un altre camí. Així el maig de 1868 va reprendre l'avanç i el dia 13 va arribar a Taix Kupruk, a mig camí entre Yanghi Kurgan i Samarcanda. Prop del Zarafxan, Petruixesfki, que dirigia l'avantguarda, va trobar a un enviat de l'emir, Mecim al-Din, que va proposar la pau i mentre va proposar aturar les operacions; els dos exèrcits van quedar separats pel riu Zarafxan; Kauffman va insistir que l'emir retirés les seves forces i va amenaçar que si no es retiraven en tres hores bombardejaria les seves posicions. L'exèrcit rus era d'uns 8000 homes i l'uzbek quatre o cinc vegades més; esgotat el termini els russos van procedir a l'atac; van travessar el riu i van avançar per la zona de maresmes bombardejant les posicions uzbekes; les forces de l'emir van fugir deixant 21 canons en mans dels russos que només van tenir 3 oficials i 50 soldats ferits. Samarcanda va tancar les portes als fugitius i una delegació de mul·làs i aksakals va convidar als russos a entrar a la ciutat; alguns delegats van quedar retinguts i la resta van tornar a la ciutat per anunciar que obrissin les portes. Kauffman va entrar a Samarcanda i fou rebut de manera cordial en aparença. Va prendre possessió de la ciutat en nom de l'emperador i va ordenar el restabliment de les activitats quotidianes. Després va assegurar militarment la ciutadella. 24 canons foren capturats allí, això com pólvora i municions i abundants provisions.
Muzàffar al-Din es va refugiar a Kermineh i el seu fill gran Abd al-Màlik Mirza, que havia escapat de la batalla, va tornar a Bukharà. Kauffman va deixar al major Baró von Stempel amb una guarnició de menys de mil homes a Samarcanda i va avançar cap a Bukharà. Llavors Samarcanda fou atacada per 25.000 uzbeks de Xahrisabz manats per Jura Beg i Baba Beg, 15.000 Kitai Kiptxaks manats per Abd al-Taj, i 15.000 samarcadians manats per Hassan Beg, Abdul Gafda Beg i Omar Beg. Per la traïció d'alguns aksakals, els atacants van poder forçar l'entrada i els russos es van retirar a la ciutadella on van resistir tots els esforços de l'enemic per ocupar-la; l'endemà els atacs es van renovar i quan les portes van cedir es va fer un mur de sacs de terra; sis dies va durar la lluita; la notícia va arribar a Kauffman que va retornar al rescat dels seus; els russos van tenir 49 morts i 172 ferits.

### Declivi de l'emirat
Rebutjats els atacants finalment l'emir es va desesperar; va oferir pagar 125.000 tilas o 500.000 talers, entregar el territori del Zarafxan central incloent Samarcanda i Katti Kurgan a Rússia, i acceptar guarnicions a Kermineh, Qarshi i Txardjui. Els territoris cedits van formar la província rusa de Sirdarià (Syr Darya, Sir Daria, etc.), que fou la província oriental del govern del Turquestan, A més a més l'emir va concedir el dret per totes les religions de comerciar lliurement a tot el seu territori, tenir cònsols o agents a totes les ciutats per assegurar i protegir les seves propietats, establir uns aranzels duaners màxims del 2,5% pels productes russos, i concedir lliure trànsit als mercaders russos. Les mesures implicaven l'acceptació de fet del protectorat rus.
La derrota fou humiliant especialment pels mul·làs que no entenien com el seu exèrcit de Déu havia estat derrotat per un grapat d'infidels. Els malcontents es van aplegar a l'entorn del fill gran de l'emir Abd al-Màlik, conegut popularment com a Kettih Tureh (Gran Príncep) que a més tenia el suport dels begs de Xahrisabz i del nòmades de l'estepa dirigits per Sadik. Es va dirigir a Qarshi on es va revoltar i es va proclamar kan de Bukharà iniciant la guerra contra el seu pare. Aquest va demanar ajut a Rússia que van enviar un contingent manat pel general Abràmov, que va marxar contra Qarshi; l'octubre de 1868 l'exèrcit rebel uns 8000 homes, fou derrotat pels russos que pocs dies després entraven a Qarshi. El príncep fou fet presoner i entregat al seu pare Muzàffar al-Din. Abd al-Màlik va poder fugir a Xahrisabz i d'allí a Hissar.
El 1869 un recaptador tsarista fou mort a Xahrisabz i el 1870 els russos manats pel general Abràmov la van ocupar al beklik local (després d'una ferotge resistència). El beklik va fugir a Khokand. Els russos, contra el desig unànime dels seus habitants, la van entregar a l'emir, que el 1873 també va rebre una franja de territori a la dreta de l'Oxus, des de Kukertli a Meixekli, i fins a la frontera russa, que havia estat arrabassat al Kanat de Khiva. es va signar un nou tractat que assegurava la navegació russa per l'Oxus i es van construir embarcadors i magatzems a la riba bukhariana del riu; les ciutats de Bukharà es van omplir de mercaders russos; el 2,5% de drets de duana i la manca de taxes de trànsit feien atractiva l'operació. Es van fundar caravanserralls i es van establir agents. Tot el comerç era permès si no anava contra la xaria. Per entrar al país calia un passaport i l'emir va establir un agent a Taixkent i els russos un a Bukharà que emetien aquest document i altres.
Vambery va visitar l'emir que llavors tenia 4 esposes i unes 20 concubines; tenia 16 filles i 10 fills; les dues filles gran estaven casades als exgovernadors de Serpul i Akhsi, i com que aquestes ciutats havien estat conquerides pels afganesos els seus gendres vivien a Bukharà. La seva mare i àvia presidien l'harem. També el va visitar Xuyler. El luxe estava prohibit i les dones de l'harem es feien els seus propis vestits i els de l'emir; les despeses de cuina eren ridícules i el menjar auster. Quan un notable, el comandant en cap Xahrukh Khan, es va fer una casa i hi va posar algun objecte considerat de luxe (especialment vidres a les finestres) la va confiscar i la va fer demolir.
Va morir el 12 de novembre de 1885 i el va succeir el seu fill Sayyid Abd al-Akhad Khan